# Eutachycines beybienkoi
Eutachycines beybienkoi är en insektsart som beskrevs av Andrej Vasiljevitj Gorochov 1998. Eutachycines beybienkoi ingår i släktet Eutachycines och familjen grottvårtbitare. Inga underarter finns listade i Catalogue of Life.